# Crayon Shin-chan - Arashi o yobu - Mōretsu! Otona teikoku no gyakushū
Crayon Shin-chan - Arashi o yobu - Mōretsu! Otona teikoku no gyakushū (クレヨンしんちゃん 嵐を呼ぶ モーレツ!オトナ帝国の逆襲?, Kureyon Shin-chan - Arashi o yobu - Mōretsu! Otona teikoku no gyakushū, letteralmente "Crayon Shin-chan - Evocare la tempesta - Violenza! La controffensiva dell'impero degli adulti") è un film d'animazione del 2001 diretto da Keiichi Hara.
Si tratta del nono film basato sul manga e anime Shin Chan. Come per gli altri film basati sulla serie, non esiste un'edizione italiana del lungometraggio.

## Trama
Il XXI secolo si avvicina ed è stato aperto a Kasukabe un museo riguardante il XX secolo. Nonostante serva per rievocare ricordi di persone adulte riguardanti la propria infanzia, i proprietari del museo hanno altri piani per esso. Gli adulti cominciano a comportarsi in modo strano e, un giorno, abbandonano i loro figli per andare al museo. Shinnosuke, insieme ai suoi amici, deve salvare i suoi genitori e fermare il mondo, che sta inesorabilmente regredendo al periodo del XX secolo, prima di essere catturato.

## Personaggi e doppiatori
| Personaggio       | Doppiatore       |
| ----------------- | ---------------- |
| Shinnosuke Nohara | Akiko Yajima     |
| Hiroshi Nohara    | Keiji Fujiwara   |
| Misae Nohara      | Miki Narahashi   |
| Masao Sato        | Mie Suzuki       |
| Nene Sakurada     | Tamao Hayashi    |
| Tooru Kazama      | Mari Mashiba     |
| Boo               | Chie Satou       |
| Midori Yoshinaga  | Yumi Takada      |
| Ume Matsuzaka     | Michie Tomizawa  |
| Masumi Ageo       | Kotono Mitsuishi |
| Enchiyou          | Rokurō Naya      |
| Ginnosuke Nohara  | Ginzō Matsuo     |
| Moeko Sakurada    | Junko Hagimori   |

## Distribuzione

### Edizioni home video
In Giappone il film è stato distribuito in VHS il 25 marzo 2002 e in DVD il 25 novembre 2002.